# She's Not You
"She's Not You" es una canción grabada y popularizada por Elvis Presley que se convirtió en un éxito número 1 en varios países europeos a la vez que lograba los primeros puestos en varias otras listas más dentro de los Estados Unidos y otros países del mundo. La canción fue escrita por Doc Pomus en equipo con los compositores Leiber y Stoller.El sencillo vendió oportunamente unas 800.000 copias por lo que fue premiado con un disco de oro por la RIAA.

## Grabación y ediciones
La canción fue grabada por Presley el 19 de marzo de 1962 en el mítico estudio B de la compañía RCA en Nashville, Tennessee. De todas las tomas realizadas se escogió la # 3 para realizar el máster. Fueron de esas sesiones de grabación de donde surgieron la mayoría de los temas que correspondieron al álbum Pot Luck.
A los músicos habituales que acompañaban a Elvis en esos años, se le sumó el aporte instrumental, durante las sesiones de marzo de 1962, del guitarrista Harold Bradley The Jordanaires se encargaron una vez más de aportar los coros en la canción, la cual estaba en Fa mayor.
"She's not You" fue publicada por Elvis Presley Music, Inc. la editorial de Elvis Presley. RCA lanzó a la venta un sencillo con "She's Not You" en su lado A y "Just Tell Her Jim Said Hello" también compuesta por Leiber y Stoller en su lado B.
La primera alcanzó el puesto # 5 en el Billboard Hot 100 y el # 13 en la lista de R&B. En el Reino Unido, el sencillo alcanzó el número uno, donde permaneció durante tres semanas. También fue la primera canción de las nuevas listas irlandesas en alcanzar el puesto número uno el 5 de octubre de 1962.

## Listas
| Listas (1962)                        | Posición alcanzada |
| ------------------------------------ | ------------------ |
| Alemania (Official German Charts)    | 15                 |
| Bélgica (Ultratop 50 Flanders)       | 3                  |
| Bélgica (Ultratop 50 Vallonia)       | 30                 |
| Irlanda (IRMA)                       | 1                  |
| Nueva Zelandia (Lever Hit Parade)    | 1                  |
| Noruega (VG-lista)                   | 1                  |
| Países Bajos (Single Top 100)        | 4                  |
| UK Singles (OCC)                     | 1                  |
| US Billboard Hot 100                 | 5                  |
| US Adult Contemporary (Billboard)    | 2                  |
| US Hot R&B/Hip-Hop Songs (Billboard) | 13                 |

## Otras ediciones
- Elvis' Golden Records Volumen 3 - 1963
- From Nashville to Memphis: The Essential '60s Masters - 1993[10]
- ELV1S: 30 # 1 hits - 2002.

## En la cultura popular
El episodio piloto de la miniserie de la BBC de 2004, Blackpool, presentó una escena donde los personajes cantaban y bailaban al compás de la canción "She's not You", como parte de la historia.